# Sekaran (Balen)
Sekaran is een bestuurslaag in het regentschap Bojonegoro van de provincie Oost-Java, Indonesië. Sekaran telt 811 inwoners (volkstelling 2010).